# Kroftovy domy
Kroftovy pivovarské domy jsou rozsáhlý objekt o čtyřech nadzemních podlažích v ulici U Prazdroje č. p. 75 (č. o. 17, 17a, 19, 19a, 21) na Východním Předměstí v Plzni. Od roku 1995 je tento multifunkční objekt (zároveň brána s vrátnicí do areálu pivovaru, kuchyně s jídelnou pro zaměstnance pivovaru, vanové lázně a byty zaměstnanců) kulturní památkou.

## Historie
Správní rada Měšťanského pivovaru v roce 1928 rozhodla, že k příležitosti 10. výročí vzniku Československé republiky vypíše soutěž na architektonické řešení novostavby bytového domu. Měl být vystavěn a slavnostně uveden do provozu k 90. výročí založení Měšťanského pivovaru (dnes Plzeňský Prazdroj) v roce 1932, a to na pozemku při Pivovarní ulici (nyní ulice U Prazdroje). Zvítězil plzeňský stavitel Karel Mastný, který patřil mezi lety 1914 a 1948 k výrazným osobám plzeňského stavitelského podnikání. Do soutěže vstoupil dodatečně, ale s velkorysou nabídkou na vypracování projektu bez nároku na finanční odměnu. Na konečném architektonickém řešení pak spolupracoval s architektem Bohumilem Chvojkou.
V roce 1930 stavitel Josef Štika zbudoval dům (s číslem orientačním 17), kde byl výčep, jídelna a malé byty. Ve stavbě pokračoval stavitel František Němec starší. Do objektu byla začleněna vrátnice a vstupní brána s dvěma průjezdy do areálu pivovaru. V roce 1932 byl celý komplex pěti domů, s dvaatřiceti zaměstnaneckými byty, jedno až čtyřpokojovými, kuchyní, jídelnami, obchodem, a lázněmi, dokončen.
Richard Krofta byl od roku 1909 členem, a v letech 1922 až 1933 předsedou správní rady Měšťanského pivovaru, a velice se zasloužil o jeho rozvoj. Na jeho počest byl soubor domů později pojmenován jeho jménem. V roce 1931 zde byla na zdi ve vestibulu u vrátnice umístěna bronzová pamětní deska, jenž připomíná okolnosti vzniku této stavby.